# Herrenhaus Stola

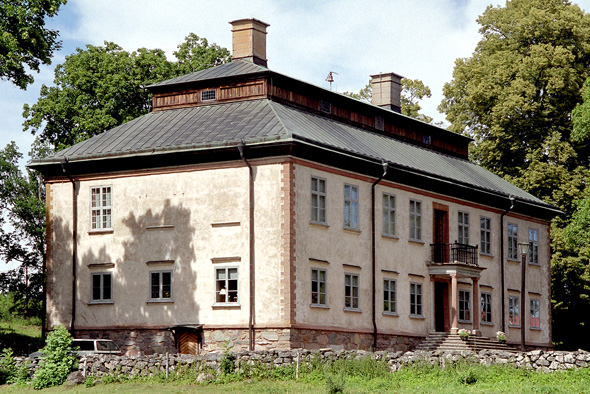
Herrenhaus Stola

Das Herrenhaus Stola liegt auf der Halbinsel Kålland etwa 13 Kilometer nördlich der schwedischen Stadt Lidköping.
Das Gut Stola lässt sich auf das 12. Jahrhundert zurückführen. Während der Reformation, zur Zeit Gustav Wasas war es von Anders Ekeblad bewohnt, in dessen Geschlecht es viele Generationen hindurch blieb. Das heutige Herrenhaus wurde zwischen 1713 und 1719 errichtet. Die Einrichtung aus der Mitte des 18. Jahrhunderts wurde vom Architekten Carl Hårleman entworfen und ist weitgehend erhalten.
Der Herrenhof Stola wurde 1966 zum Byggnadsminne erklärt.